# Ceragenia leprieurii
Ceragenia leprieurii is een keversoort uit de familie van de boktorren (Cerambycidae). De wetenschappelijke naam van de soort werd voor het eerst geldig gepubliceerd in 1844 door Buquet in Guérin-Méneville.